# Albanija
Albanija var en albanskspråkig tidning för politik, samhälle, kultur och litteratur. Utgavs i Belgrad under åren 1902–1906 med inalles 44 nummer och på flera språk: albanska, serbiska, franska, rumänska och italienska. Den propagerade för ett fritt Albanien och det första numret fick mottot "Shkipnija e shkiptarëvet" (äldre albanska för "Albanien albanernas"). Den ställde krav på öppnandet av albanskspråkiga skolor och var ickekonservativ samt ställde sig emot Albaniens territoriella delning.